# Àlex
Àlex és un nom propi masculí o femení que prové del Grec. Variant dels noms "Alexandre", "Alexandrus", “Alax” i “Xela”. Aquest nom significa el profeta que protegeix i aparta amb una empenta a l'adversari. Àlex es caracteritza per ser un home superb i a conseqüència d'això batalla per trobar una parella estable, ja que les dones no duren molt al seu costat perquè veuen que és una persona egoista. Quan tingui al seu primer fill, el seu caràcter canviarà. Aquella dona que aconsegueixi donar-li un fill, serà l'única en la seva vida. El nom d'Àlex està relacionat amb molta força mental, però el seu punt fort està en el físic. Aquest físic serà utilitzat a través dels esports, especialment els de contacte.